# 立体映画
立体映画（りったいえいが、英: 3-D film）あるいは3D映画（スリーディーえいが）とは、3D的に（立体的に）表示される映画である。現在は3D映画の呼称が一般的である。

## 概要
左眼用と右眼用の映像を同時に撮影したものなどを、スクリーンに映写機で投影し、観客は専用の眼鏡を用いるなどして、左眼に左眼用、右眼に右眼用、それぞれの映像のみを投影して立体視を実現する。立体映画の方式には様々なものが存在する。
専用眼鏡 Stereoscopy などを用いた立体写真は、19世紀前半にはすでにあった。このため、19世紀末に発明された映画においても、映画史のごく初期から立体映画が撮影・上映されてきた。1922年にはThe Power of Loveが作られた。
1952年から1954年が「黄金時代」と呼ばれ、実験的な『ブワナの悪魔』や『フェザー河の襲撃』、『ホンドー』、『大アマゾンの半魚人』などが製作された。本格的な劇映画として3Dになったものに1954年のアルフレッド・ヒッチコック監督の『ダイヤルMを廻せ!』がある。「1953年は1953Dの年として記憶されるであろう」というアメリカの宣伝文句があった。1953年に日本で東宝が東宝トートビジョンを使用した立体映画を製作し、アナグリフ方式を用いた2巻10分の作品『私は狙われている』と『飛び出した日曜日』が日本初の作品として公開された。
東映は1969年から1974年に、東映まんがまつりの作品の一部でアナグリフ方式を用いた作品を複数公開した。これらは作品の一部が立体映像で、登場人物の合図や字幕カットで観客は立体眼鏡をかけ外した。これらの作品は第一次石油危機に伴う物価高騰で製作が中止される1974年まで製作された。
1985年のつくば科学万博の富士通館で公開された『ザ・ユニバース』の立体映像に感激したテレビ朝日編成局編成部副部長の高橋浩は、子供にドラえもんを立体映画で観せることを企図し、藤子・F・不二雄の快諾を得て東宝に配給を相談したが、偏光メガネ方式は映写機に高額なレンズを要して費用が嵩み、立体映画が上映可能な劇場は全国100館程度で、採算が不明と断られた。制作会社のシンエイ動画からアドバイスを得て、アナグリフ方式で映画制作を決定する。映画に必要な1個18円の赤と青の立体メガネに、原作出版社の小学館が児童雑誌の広告を入れた。この時点では『ドラえもん』の立体映画は実現せず、1986年3月15日公開『ドラえもん のび太と鉄人兵団』に併映された、短編映画『オバケのQ太郎 とびだせ! バケバケ大作戦』を立体映画とした。『ドラえもん』の立体映画は2014年に『STAND BY ME ドラえもん』として実現した。
2005年に『チキン・リトル』でデジタル上映による3D映画が初登場し、2009年のジェームズ・キャメロン監督の『アバター』が世界興行収入歴代1位となる26億4000万ドル（約2385億円）を記録し、以降ハリウッドや日本で多数の立体映画が製作される。ヒットシリーズの最新作、リメイク、過去ヒット作品の3D変換版など、3D作品も増加し、立体映画に適するDLPなどデジタルシネマの普及が期待される。
「日経トレンディ」「2010ヒット商品ベスト30」で「3D映画」が2位に選出された。
日本映画の3D作品は、2011年公開作品の殆どで上映スクリーン・興行収入共に2D版が3D版を上回った。ハリウッド作品も3D版は縮小傾向で、2016年11月の『スター・トレック BEYOND』を境に、3D版はIMAX、4D、ドルビーシネマなどのスクリーンに集約して多くは通常スクリーンの2D版である。

## 種類
アナグリフ式（Anaglyph 3D）
青色と赤色など異なる2色のフィルタを用いて立体視を得る。モノクロ映像に限られるが、通常の映写機で映写可能である。作品例、飛びだす冒険映画 赤影(1969年7月)、飛び出す人造人間キカイダー(1973年3月)、飛び出す立体映画イナズマン（1974年3月）、ザ・ユニバース（1985年、科学万博の富士通パビリオンで公開）、オバケのQ太郎 とびだせ!バケバケ大作戦（1986年）、ウルトラB ブラックホールからの独裁者B・B（1988年）
干渉フィルター方式 (Interference filter technology)
多重コートフィルタを使って6つの色チャンネル(RGB各2つ)を左右に振り分ける。アナグリフ式と異なりカラー映像に使用可能である。
直線偏光フィルター方式（Linearly polarized 3D system）
左右の映像を偏光で投影する事により、偏光板の眼鏡をかけて見る事により立体視できる。カラー画像が可能。直偏光で平面スクリーンのみでドーム型スクリーンは適さない。顔や眼鏡が傾くと正常に立体視できない。1980年代以降の地方博覧会や各地の遊園地等で普及した。
円偏光フィルター方式（Circularly polarized 3D system）
右旋と左旋の円偏光を使用する事によって立体視を得る。カラー画像が可能で、顔や眼鏡が傾いても正常に立体視できる。近年のDMD式デジタル投影機で投影される。
液晶シャッター方式（Active shutter 3D system）
赤外線で映像と同期して左右が交互に遮光される液晶シャッターを使用する事によって立体視を得る。カラー画像が可能。1990年国際花と緑の博覧会の富士通パビリオンでザ・ユニバース2が上映され、のちに幕張富士通ドームシアターで爆笑問題が吹き替えを担当した『エンカウンター』などが上映された。液晶シャッター眼鏡や同期システムなど設備が高額。

## 映画館における立体映画上映規格
現在、映画館で普及している規格は以下の通り。
IMAX3D（アイマックス3D）
IMAX専門館で上映される。3D方式は上映館により異なり、直線偏光フィルター方式、液晶シャッター方式などがある。
IMAXデジタル3D（アイマックスデジタル3D）
IMAXデジタル専門館で上映される。直線偏光フィルター方式で、左右の映像を二台のプロジェクターでシルバースクリーンに上映するため映像が明るい。IMAXシステムそのものが大規模で高額となる。
RealD（リアルディー）
左右の映像を毎秒144回切り換え、同調した左右の円偏光フィルターをかけて上映する。フィルター眼鏡が安価で使い捨て可能だが、通常のホワイトスクリーンから偏光専用のシルバースクリーンに張り替える必要があり導入コストは高い。
XpanD（エクスパンド）
液晶シャッター方式。通常のホワイトスクリーンで上映可能で導入コストは低いが、眼鏡が重く光量も不足しがちである。
ドルビー3D
干渉フィルター方式。多重コートフィルタを使って6つの色チャンネルを左右に振り分ける事で、自然な多色表現を可能にしている。通常のホワイトスクリーンで上映可能だが、XpanD同様にフィルター眼鏡が重く、また高価なため回収・洗浄の必要がある。
MasterImage 3D（マスターイメージ3D）
RealD同様に円偏光フィルター方式使用して上映するが、RealDが液晶フィルタを使用して偏光方向を切り替えるのに対し、MasterImage 3Dは偏光方向の異なる2種類の円偏光フィルタを物理的に切り替えながら上映する。物理的なフィルタ機構を使用するため定期的な清掃が必要になる。
NESTRI 3D CINEMA SYSTEM（ネストリ3Dシネマシステム）
液晶シャッター方式。シルバースクリーンが不要の為、導入コストが非常に安い。XpanDと同様のアクティブシャッター方式だが、XpanDに比べて、輝度が高くメガネも軽量で装着感も良い。防犯タグ内蔵。また子供用アタッチメントもある。大阪ステーションシティシネマ（2011年5月4日開業）に日本初上陸した。
Technicolor 3D（テクニカラー3D）
既存の35mm映写機を使用し、円偏光フィルター方式にて上映する規格。上映に使用するプリントは3D専用のものであり、1コマを上下に分割し、それぞれ右目用、左目用の画像が記録されている。これらの画像を専用レンズにて円偏光にし上映する。
Sony Digital Cinema 3D(ソニーデジタルシネマ3D)
円偏光方式で、4K映像である。フルHDでかつ高速で映像を切り替える他の円偏光方式と異なり、ソニーが独自に開発したデュアルレンズをプロジェクターの内部に組み込み、左右別々の映像を同時に照射するため、映像にちらつきが無く、眼精疲労が軽減される。2011年3月17日開業のTOHOシネマズ甲府が日本で初めて導入した。

## 家庭内の立体映画視聴
2009年の『アバター』以降、おもに北米映画市場の商業的成功から、家電メーカーも立体映画の放送・パッケージソフト収録フォーマットの国際規格化を検討する。2009年12月にBlu-ray Disc Association (BDA) は3次元ディスプレイなど立体映像（国際規格）対応のAV機器を商品化するため、ブルーレイディスクに立体映像を収録規格「Blu-ray 3D」を発表する。2010年以降に対応機器やソフトなどが発売されたが普及せずに各社撤退した。
のちにVRグラスなどが注目される。

## 身体影響など
有害症状に眼精疲労、頭痛、吐き気、試聴後の2重視などが挙げられ、年齢などの個人差、視聴時間、3次元ディスプレイの方式、および立体視ソフトの内容に依存する。日本では電子情報技術産業協会、産業技術総合研究所、3Dコンソーシアムが共同で「3DC安全ガイドライン」と「3D文献抄録集」を作成し、快適3D基盤研究推進委員会がISO（国際標準化機構）へ国際標準として提案を予定する。